# Ensemble Delirio
Das Ensemble Delirio ist ein österreichisches Kammermusik-Ensemble.

## Geschichte
Das Ensemble Delirio wurde 2009 von David Drabek (Violine), Pablo de Pedro (Viola), Philipp Comploi (Violoncello) und Jeremy Joseph (Tasteninstrumente) in Wien gegründet und widmet sich den kammermusikalischen Werken des Barock, der Klassik und der Romantik unter den Gesichtspunkten der historischen Aufführungspraxis. Die Musiker spielen dabei auf Originalinstrumenten. 
Die erste CD mit Scherzi, Sonaten und Kantaten von G. Ph.Telemann, basierend auf zwei Kammermusik-Zyklen Telemanns, erschien 2011 unter dem Titel A Week of Telemann bei dem Klassik-Label Capriccio. Das zweite Album mit dem Titel Velvet, aufgenommen in der Franziskanerkirche Wien  unter Verwendung der Wöckherl-Orgel (1642), beinhaltet frühe österreichische Orgel- und Ensemblewerke des 17. Jahrhunderts.

## Diskografie
- A Week of Telemann. Sonaten und Kantaten von G.Ph.Telemann. Capriccio, 2011.
- Velvet. cDelirio, 2014.